# Platyja argenteopunctata
Platyja argenteopunctata là một loài bướm đêm trong họ Noctuidae.